# Muza (Leśniewo)
Muza (kaszb. Mùza, niem. Musa) – osada wsi Leśniewo w Polsce, położona na Kaszubach, w województwie pomorskim, w powiecie puckim, w gminie Puck.
W latach 1975–1998 osada administracyjnie należała do województwa gdańskiego.
Budynek leśniczówki stanowi ośrodek edukacji-przyrodniczo-leśnej "Muza". Muza jest początkiem dwóch ścieżek przyrodniczych prowadzących przez obszar Puszczy Darżlubskiej (Ścieżka przyrodnicza "Puszcza Darżlubska" i Ścieżka przyrodnicza "Las za Muzą").
Dawniej Kompina Musa, przed 1920 lokalizacja nosiła nazwę niemiecką Musa.